# Episodi de La strada di casa (prima stagione)
La prima stagione della serie televisiva La strada di casa, formata da 12 episodi, va in onda in Italia su Rai 1 dal 14 novembre al 14 dicembre 2017.
| nº | Titolo                 | Prima TV Italia  |
| -- | ---------------------- | ---------------- |
| 1  | Il giorno del raccolto | 14 novembre 2017 |
| 2  | Il ritorno             | 14 novembre 2017 |
| 3  | Lo straniero           | 21 novembre 2017 |
| 4  | Il passato             | 21 novembre 2017 |
| 5  | La santella            | 28 novembre 2017 |
| 6  | La buca della santella | 28 novembre 2017 |
| 7  | La semina              | 5 dicembre 2017  |
| 8  | Il volere del cielo    | 5 dicembre 2017  |
| 9  | Palude                 | 12 dicembre 2017 |
| 10 | La parola di Fausto    | 12 dicembre 2017 |
| 11 | Testa o croce          | 14 dicembre 2017 |
| 12 | La caccia              | 14 dicembre 2017 |

## Il giorno del raccolto
Fausto Morra si trova nel bosco e sta togliendo del sangue dal bagagliaio del suo pick-up ma sulla strada di casa si schianta contro un camion carico di fieno. 
24 ore prima. Fausto viene rassicurato dall'amico Michele sul raccolto della sua azienda agricola ma è turbato perché vuole uscire dal giro di affari dei Crespi. Paolo Ghilardi, ispettore veterinario della ASL di Torino nonché fratello di Irene, la fidanzata del figlio di Morra, effettua un controllo sui conti dell'azienda e scopre delle irregolarità ma viene fermato dal suo superiore Ernesto Baldoni che è amico di Morra. Non molto lontano da casa Milena, la secondogenita di Fausto, si allontana per un giro con il fidanzatino Giulio e lascia da sola la sorellina più piccola Viola che viene rapita; Fausto decide così di non uscire dal giro dei Crespi e la bambina viene ritrovata al pozzo. Nel frattempo Fausto e Ghilardi, che si erano messi a cercare la bambina nel bosco, hanno un diverbio: da allora il ragazzo sparirà nel nulla.
Tornato a casa Morra litiga duramente con Milena. Alla festa per il raccolto suo figlio Lorenzo dice al padre di non voler partire per la Germania anche per restare con Irene ma viene costretto. Morra anche quella sera si vede di nascosto in cantina con la bella Veronica venendo poi rimproverato da Michele; passa così il resto della serata con la moglie Gloria finendo per fare l'amore. Uscito all'alba, non farà ritorno a casa perché vittima dell'incidente sulla strada di Carignano.
Si risveglierà dal coma 5 anni più tardi.

## Il ritorno
Gloria e Michele hanno da tempo una relazione segreta e sono decisi a renderla pubblica quando però chiama Milena che racconta del risveglio di Fausto. Sono state apportate alcune modifiche alla cascina in questi anni: mentre lui coltivava mais per ingrassare bovini da macello, Lorenzo e la madre Gloria hanno trasformato le stalle in saloni da ricevimento dove si servono prodotti a km 0, non vengono più utilizzati fertilizzanti chimici e pesticidi nei campi ma residui organici e macerato vegetale e ha preso il via un birrificio ma i debiti con le banche sono alti.
Gloria, avuto il permesso dalla dottoressa Madrigali, va a trovare per prima il marito ma non vuole raccontargli della storia con Michele e di Martino, il figlio che non ha mai visto e che era stato concepito la notte dell'incidente. Ernesto Baldoni, sostituito dalla dottoressa Parella, viene a sapere del risveglio e si precipita dal procuratore Daniele Giorgi il quale aveva provato ad incriminare Morra e i fratelli Crespi per associazione a delinquere e truffa ma il giudice aveva stabilito che non c'erano prove e peraltro il cadavere di Ghilardi non era mai stato trovato e quindi ora non ha intenzione di interrogare Morra. Baldoni però non si dà pace e cerca di spronare Irene Ghilardi che aveva lasciato Lorenzo Morra dopo la scomparsa del fratello.
Fausto nel frattempo riceve la visita dei figli, di Michele, dei Crespi che vogliono prendersi la sua azienda, di Veronica e del vecchio braccio destro Elia che racconta di non lavorare più per l'azienda per divergenze con Lorenzo. Fausto decide così di farsi portare a casa da Milena che da un po' di tempo ha una relazione con il suo fisioterapia Bashir. Ha così modo di conoscere il piccolo Martino e di riprendersi piano piano la sua vecchia vita. Baldoni fa visita a Morra che però dice di non ricordare la notte dell'incidente anche se gli ritorna in mente il fatto di aver ucciso Ghilardi.
- Ascolti Italia: telespettatori 5.764.000 – share 23,4% [2]

## Lo straniero
Fausto è turbato dalla visita che gli ha fatto Ernesto e la figlia gli spiega che Ghilardi sosteneva che lui insieme ai Crespi importava bovini dall'Est spacciandoli per italiani. Insiste per rivedere la sua azienda ma quando scopre cos'è diventata si sente male e viene riportato in ospedale dove riceve poi la visita di Veronica che però lui non ricorda come sua vecchia amante; tornato a casa Fausto riprende la fisioterapia.
Intanto a Lorenzo la banca consiglia di dichiarare fallimento ma in realtà ci sono dietro i Crespi che vogliono prendersi l'azienda; Michele consiglia al ragazzo di vendere il campo della Colombera a Ennio Cravero che però viene dissuaso dai Crespi.
Vista l'insistenza di Baldoni, Fausto inizia ad avere dei dubbi sulla notte dell'incidente e chiede anche a Elia ma questo, d'accordo con Michele, non gli dice la verità. Confessa poi alla moglie di aver avuto una relazione nascosta con Veronica facendola infuriare. Instaura intanto un buon rapporto con la figlia Viola. Anche ad Irene Ghilardi dice di non ricordare proprio niente di quella notte ma in realtà i ricordi gli stanno ritornando.

## Il passato
Fausto confida alla dottoressa Madrigali alcuni dettagli delle sue visioni sulla notte dell'incidente e sull'uccisione di Ghilardi. 
La banca non fa più credito a Lorenzo Morra che ormai non riesce più a coprire le spese della cascina. Accompagnato da Michele, Fausto va a casa di Veronica e le dice che vuole scoprire la verità anche sulla strana morte di suo marito Marco.
I dipendenti della cascina si lamentano con Milena della nuova gestione auspicando il ritorno di Fausto e questo li incontra difendendo l'operato dei famigliari ma in privato rimprovera Lorenzo.
Milena rimprovera la madre per la relazione con Michele e racconta al padre di voler partire per il Canada con Bashir.
Baldoni, grazie a un pelo bovino analizzato, scopre che i Crespi dopano il bestiame.
Gloria è decisa a raccontare di Michele a Fausto ma questo riesce ad alzarsi dalla seria a rotelle e la abbraccia. Dopo aver fatto l'amore insieme, Gloria e Michele si decidono ad affrontare Fausto che intanto però scopre tutto da Milena e si infuria licenziando il vecchio amico. L'incontro con i Crespi non gli schiarisce le idee sui suoi reati e così decide di sottoporsi alle sedute speciali della dottoressa Madrigali.
- Ascolti Italia: telespettatori 5.493.000 – share 22,3% [3]

## La santella
Anche Lorenzo si sottopone alle sedute della Madrigali. Fausto rifiuta i chiarimenti di Gloria che decide di andare a vivere con Michele. Morra viene accompagnato da Elia in campagna alla ricerca del luogo dove avrebbe seppellito il corpo di Ghilardi venendo seguiti da Baldoni.
Lorenzo trova Irene e scopre che per mantenersi fa la prostituta. Il ragazzo annuncia alla famiglia che la banca ha deciso di chiudere la linea di credito e che la società sta per fallire.
Veronica dopo aver fatto l'amore con Fausto inizia a dubitare di lui quando sul suo taccuino legge una lista di luoghi dove potrebbe aver seppellito Ghilardi riferendo poi tutto a Baldoni; quando Fausto viene riaccompagnato a casa litiga ancora con Gloria. Michele affronta Fausto che però ha altre idee per il futuro dell'azienda e chiede aiuto al vecchio amico Bettetini, padre del vecchio fidanzatino di Milena la quale intanto ha deciso di non partire per il Canada per stare vicino al padre. Fausto con Gloria, Milena e il contabile Damiano aprono un dialogo con la banca ottenendo una nuova linea di credito. 
Elia, spiato sempre da Baldoni, si dimentica di andare a prendere Fausto che così si rimette alla guida dopo tanto tempo e trova la santella dove avrebbe seppellito Ghilardi.

## La buca della santella
Bashir nonostante la mancata partenza per il Canada chiede a Milena di sposarlo. 
Fausto ed Elia una sera scavando dalla santella trovano solo il teschio di un vitello. Elia gli racconta che i Crespi importavano bestiame malato di tubercolosi per cui Fausto voleva rompere con loro e dopo la festa aveva seppellito quel vitello malato mentre Elia cercava di sostituirlo; inoltre dopo l'incidente Lorenzo era venuto a sapere tutto rompendo perciò con il vecchio collaboratore del padre. Fausto rifiuta l'offerta dei Crespi e rilancia l'azienda tornando ad applicare i metodi di coltivazione tradizionale. 
Lorenzo racconta ad Irene di averla lasciata per proteggerla e questa lo sprona a staccarsi dal padre. Il ragazzo così decide di mettersi in proprio insieme a Michele prendendosi, con il benestare dal padre, una parte delle terre e il birrificio. Milena intanto si rivede con Giulio Bettetini e litiga con Bashir che ha scoperto del loro incontro da una foto postata su Facebook. 
Veronica, sentendosi usata, rompe con Fausto e continua a collaborare con Baldoni. Viola va ad una galleria d'arte insieme al professor Riccardi senza avvisare i genitori che la redarguiscono quando torna a casa. La nuova casa di Gloria è pronta e Fausto la saluta con un ultimo bacio. La donna si rende conto di amarlo ancora, decide di lasciare Michele e, tornata alla cascina, fa l'amore con Fausto. 
Baldoni trova la buca dalla santella e si mette a piangere per la disperazione.
- Ascolti Italia: telespettatori 5.858.000 – share 24,3% [4]

## La semina
Baldoni scavando trova i resti del vitello.
Fausto e Gloria si risvegliano dopo aver fatto l'amore e comunicano la notizia ai figli. Michele porta un regalo per il piccolo Martino e racconta che Viola ha una storia con il professor Riccardi. Questo nega ai Morra e grazie alla preside la situazione torna normale; Viola scopre l'accaduto dall'insegnante e alzando la voce con il padre viene messa in punizione. Milena e Bashir si riavvicinano mentre Irene inizia a lavorare con Lorenzo. 
Al compleanno di Martino Viola se ne va arrabbiata dopo la torta e subito dopo arriva anche Michele, invitato da Gloria, con Fausto che è contrariato. Nel capannone fuori casa i due hanno un diverbio e si mettono le mani addosso mentre va a fuoco tutto; all'arrivo dei famigliari Michele si rigetta tra le fiamme per aiutare Fausto ad azionare l'acqua. La seminatrice è andata distrutta e i Crespi, saputo dell'incendio, fanno incetta di sementi dai grossisti senza che Morra possa rifornirsi. 
Baldoni intanto analizzando il vitello scopre che era malato ma Giorgi non ne vuole sapere di riaprire le indagini senza prove forti. 
Milena finisce a letto con Giulio che ha passato la giornata a convincere il padre a non sospendere la trattativa con i Morra e il giorno dopo confessa l'accaduto a Bashir. 
Elia trova un grossista di Montpelier mentre si fa prestare una seminatrice dai Bellini e così i dipendenti si rimettono al lavoro. Durante la semina notturna Baldoni comunica i nuovi sviluppi a Fausto che è costretto a raccontare la vicenda del vitello a Gloria.

## Il volere del cielo
Morra decide di interrompere le sedute con la Madrigali poiché insiste affinché racconti la verità alla moglie. Il veterinario dei Crespi, che, vista l'insistenza di Baldoni, avrebbe dovuto presentarsi in Procura per testimoniare contro di loro, ottiene una promozione in Bielorussia.
Viola intanto riprende a chattare con il professore. Lorenzo e Irene si baciano nel birrificio all'arrivo dei nuovi macchinari. 
Baldoni viene redarguito per le analisi non autorizzate che ha effettuato e nonostante le spiegazioni alla Parella rischia di essere radiato dall'ordine. Il dovuto controllo ai Crespi va a vuoto perché si erano preparati rasando i vitelli e così Baldoni viene sospeso in attesa del provvedimento disciplinare. L'uomo però ha l'intuizione di far analizzare della cenere presa dalle ruote dell'auto di Ghilardi e il PM scopre che è il ragazzo è transitato per forza di cose dal campo. 
Bashir decide di anticipare la partenza per il Canada e lo dice solo a Fausto. La riunione tra Milena, Damiano e i Bettetini viene stranamente rinviata ma la ragazza non demorde e aspetta il ragazzo sotto casa fino alla mattina seguente per affrontarlo e dargli uno schiaffo. La felicità dei Morra per l'avvio del birrificio viene rovinata dal forte temporale che rovina il raccolto. Intanto Fausto affronta i Bettetini che giustificano il loro ritiro dalla trattativa con la riapertura delle indagini sulla morte di Ghilardi. 
Lorenzo, presentatosi di sua spontanea volontà in Procura, non cede davanti al PM Giorgi che potrebbe iniziare a sospettare di lui dato che ha sentito Paolo per telefono la notte della scomparsa ufficialmente per parlare della sua relazione con Irene con la quale litiga poi duramente dopo l'interrogatorio. Baldoni e Giorgi intuiscono che Ghilardi possa essere stato seppellito alla palude che si trova tra la santella e il luogo dell'incidente e di sera iniziano le ricerche proprio davanti agli occhi di Morra.
- Ascolti Italia: telespettatori 5.760.000 – share 23,7% [5]

## Palude
Fausto sta spiando insieme ad Elia le ricerche in corso nella palude e ricorda ora di aver gettato il corpo di Ghilardi in acqua. La dottoressa Madrigali rivela a Gloria che dai comportamenti di Viola ha capito che può aver subito un trauma. I Crespi si agitano per le ricerche nella palude perché Fausto potrebbe raccontare poi agli inquirenti dei loro loschi affari. 
Morra decide di lasciare l'azienda in mano a Gloria, ai figli e a Michele e spinge loro a pensare in grande creando un consorzio insieme agli altri agricoltori per la produzione di birra. Irene spiega a Lorenzo che Fausto ha deciso così perché ha le ore contate.
Viola confessa alla madre di essere andata a casa del professor Riccardi e di aver subito una violenza. Elia si fa beccare di proposito nella palude e dice prima a Baldoni e poi al PM che è stato lui ad uccidere Ghilardi facendo ritrovare il corpo. Fausto mentre si trova in Questura per aver aggredito Riccardi incrocia Elia ammanettato che gli dice che si è sacrificato per lui. Il professore scrive a Viola dell'accaduto e questa tenta il suicidio in casa venendo salvata appena in tempo.

## La parola di Fausto
Viola piano piano si riprende. 
Baldoni continua a non credere alla versione di Elia Fattori e convince Irene a rimanere a lavorare alla cascina per captare informazioni; davanti a Lorenzo fa quindi finta di attaccare Baldoni e gli fa credere di aver bisogno di stare con lui. Lorenzo e Milena lavoreranno insieme al rilancio dell'azienda mentre Michele ed Irene si occuperanno del birrificio. Visti gli sviluppi dell'inchiesta, la banca torna a fare credito a Morra. Milena e Lorenzo cercano di convincere gli altri agricoltori e Giulio Bettetini decide di finanziare il consorzio. 
Irene e Baldoni a casa di Elia trovano delle analisi scoprendo che soffre di Alzheimer e che quindi si è preso le colpe perché tanto ha ancora poco da vivere. Al funerale di Paolo Irene confessa a Lorenzo di averlo usato per scoprire la verità mentre Baldoni invita Fausto a casa sua raccontandogli la sua versione dei fatti e il fatto di Elia. 
Milena dice al padre di voler decidere per la propria vita e di andare a studiare medicina. Baldoni viene definitivamente licenziato dopo il parere della commissione. Alla prima riunione del consorzio con Cravero e gli altri agricoltori Fausto a sorpresa, davanti a anche Baldoni, ammette di aver truffato per salvare l'azienda e di aver ucciso Ghilardi. Dopo aver litigato con Gloria e aver dato un ultimo saluto ai figli viene arrestato. In carcere durante la notte si sente male dopo essersi ricordato che ad uccidere Ghilardi era stato suo figlio Lorenzo dato che gli ha portato il cadavere mentre lui stava per seppellire il vitello.
- Ascolti Italia: telespettatori 5.681.000 – share 23,5% [6]

## Testa o croce
Fausto chiede al suo avvocato di incontrare Lorenzo prima del PM Giorgi. I dipendenti della cascina si dimettono e Gloria annuncia ai figli che il fallimento è ormai inevitabile. Irene ha letto solo ora una mail che Lorenzo le aveva scritto prima dell'arresto del padre: confessava di aver incontrato suo fratello perché aveva le prove della truffa di suo padre e che da quella notte la sua vita non sarebbe più stata la stessa. 
Lorenzo racconta la propria versione al padre in carcere: era stato chiamato da Paolo alla santella per vedere costa stesse combinando Fausto (stava seppellendo il vitello) ma arrivato lì il veterinario era già stato ucciso secondo lui dal padre e così era scappato spaventato ma proprio il padre si sarebbe poi accorto del cadavere e, convinto che l'avesse ucciso invece Lorenzo, lo avrebbe gettato nella palude. Fausto, sollevato dal fatto che neanche il figlio è l'assassino, sospetta ora dei Crespi e non viene scarcerato perché a Giorgi conferma ora solo la truffa. 
Lorenzo, dopo essersi chiarito con Irene, spiega tutta la vicenda alla famiglia e convince la madre a non vendere l'azienda. Fausto non assumendo le medicine causa di proposito un collasso ottenendo i domiciliari. La finanziaria Agrifond trovata da Michele è disposta a rilevare alcune quote a patto che non ci sia alcun Morra a gestire l'azienda e così lui viene scelto come presidente. 
Gloria prende la drastica decisione di divorziare dal marito e glielo comunica. Viola non vuole più nascondersi: Riccardi viene arrestato in seguito alla sua denuncia e riceve l'applauso dei compagni appena ritorna a scuola. 
Intanto Fausto con l'aiuto di Lorenzo e Irene cerca le prove contro i Crespi: i ragazzi prima si rivolgono a Baldoni per scoprire se la cella a cui si e agganciato il telefono di Paolo per mandare il messaggio di presunto addio è la stessa dei Crespi ma questi hanno un alibi di ferro e poi ad Elia per capire chi possa essere stato il loro uomo di fiducia e complice nell'omicidio ma l'anziano non ricorda ormai più a causa della malattia. Giorgi dalle analisi del sangue scopre che Morra non prendeva le medicine in carcere e così gli revoca i domiciliari ma lui, convinto da Michele e dai figli, decide di darsi alla latitanza. Appena entra nel bagagliaio della macchina che lo dovrebbe portare in un casolare di Michele da un suo saluto ("Stammi bene") ha un flash e capisce che è coinvolto anche lui ma non riesce ad opporsi e viene portato via mentre il vecchio amico avvisa i Crespi.

## La caccia
All'arrivo della polizia i Morra negano di sapere dove si trovi Fausto. L'auto che lo aveva portato via viene mandata allo sfascia carrozze così da non lasciare traccia di lui per la soddisfazione dei Crespi e di Michele che si accordano con la rappresentante della Agrifond per il closing con Lorenzo. 
Fausto si è salvato poiché grazie a una monetina che gli aveva dato il figlio Martino è riuscito ad aprire il bagagliaio e si rifugia a casa di Baldoni insieme al quale scopre che il cellulare di Michele aveva agganciato la cella della stazione di Porta Nuova da cui aveva mandato il messaggio di addio con il telefono di Ghilardi. 
Intanto la firma con la Agrifond è vicina e l'avvocato di Gloria ha pronta la bozza di separazione che, vista la latitanza del marito, prevede che a lei rimarranno anche l'azienda e le altre proprietà. Fausto entra a Cascina Morra nascosto nel bagagliaio di Baldoni e racconta a Lorenzo di Michele mentre Gloria origlia la conversazione. Il ragazzo prende tempo con la Agrifond perché il ragioniere di fiducia Damiano gli fa presente che la finanziaria già altre volte aveva comprato aziende in difficoltà per rivenderle poi a poco ai Crespi. 
Baldoni pedinando Michele lo fotografa mentre in un parcheggio si incontra con i Crespi e l'amministratore della Agrifond; l'ex veterinario si fa poi perdonare con Veronica baciandola. Lorenzo ad un incontro nel ristorante di Veronica lo ricatta con le foto chiedendo i soldi per salvare l'azienda a fondo perduto e Michele dice che lo porta a un incontro con i Crespi e con il padre per sistemare tutto. Cerca invece di ingannarlo portandolo in un casolare abbandonato vicino a Villastellone dove ci sono i due fratelli pronti ad eliminarlo ma viene salvato dal padre e da Baldoni armati di fucili. Nella fuga tra i campi di mais Fausto stende i Crespi ma rimane ferito; Michele lo affronta e confessa di aver ucciso per lui Ghilardi con un sasso perché stava scoprendo tutto. In quel momento uno dei fratelli si rialza e sta per sparare a Morra ma prontamente interviene la polizia.
Lorenzo rilancia il birrificio ringraziando tutta la famiglia compreso il padre che in ospedale riapre di nuovo gli occhi.
- Ascolti Italia: telespettatori 5.677.000 – share 23% [7]